# Malditos Cartunistas
Malditos Cartunistas é um documentário (depois transformado em série de TV) dirigido por Daniel Garcia e Daniel Paiva. O documentário foi lançado em 2010 durante a Rio Comicon, trazendo entrevistas com 25 cartunistas, que falavam sobre diversos aspectos de seu trabalho. Entre os artistas que participaram dos 90 minutos do filme, estão Ziraldo, Jaguar, Nani, Angeli, Ota, Allan Sieber, Arnaldo Branco, André Dahmer, entre outros.
Em 2012, foram reunidos depoimentos gravados entre 2007 e 2012 em uma série de TV de mesmo nome, exibida no Canal Brasil. A série teve ao todo 13 episódios, cada um com um tema específico, como a profissão de cartunista, a influência da internet nos cartuns e charges e o trabalho das mulheres cartunistas, entre outros assuntos.
Em 2011, o documentário ganhou o Troféu HQ Mix na categoria "melhor produção em outras linguagens", além de ter sido premiado no Festival CineSul e no Festival Nacional de Cinema de Petrópolis. Já em 2013, a série de TV ganhou o Troféu HQ Mix novamente na categoria "melhor produção em outras linguagens".